# Taxi Ride
Taxi Ride è un singolo della cantautrice statunitense Tori Amos, pubblicato nel 2003 ed estratto dall'album Scarlet's Walk.

## Tracce
- CD Singolo

1. Taxi Ride (radio edit) – 3:56